# Elisabetta Caporale
Elisabetta Caporale (Roma, 29 febbraio 1964) è una giornalista italiana, che lavora in Rai dal 1992.

## Biografia
Prima di approdare in Rai come giornalista si è occupata di pubbliche relazioni, organizzazione di eventi e ufficio stampa in vari settori, tra cui quello musicale (è figlia del giornalista musicale Piergiuseppe Caporale), e ha collaborato, in parallelo, con alcune riviste. È intervistatrice Rai durante le dirette dai grandi eventi sportivi (soprattutto di nuoto e atletica leggera) e conduttrice di approfondimenti sempre incentrati sullo sport.